# Lon of Lone Mountain
Lon of Lone Mountain er en amerikansk stumfilm fra 1915.

## Medvirkende
- Lon Chaney som Lon Moore.
- Arthur Shirley.
- Marcia Moore som Melissa.
- George Berrell som Dan Hadley